# Thamnophilus nigriceps
El batará negro (en Colombia) (Thamnophilus nigriceps), también denominado choca negra, es una especie de ave paseriforme de la familia Thamnophilidae perteneciente al numeroso género Thamnophilus. Es nativo del extremo sureste de América Central y norte de América del Sur.

## Distribución y hábitat
Se distribuye en el este de Panamá (este de la provincia de Panamá, Darién) y norte de Colombia (norte del Chocó hacia el este hasta el oeste de La Guajira, y al sur en el valle del Magdalena hasta Tolima).
Es bastante común en clareras arbustivas y bordes de selvas húmedas, generalmente en áreas pantanosas, hasta los 600 m de altitud.

## Sistemática

### Descripción original
La especie T. nigriceps fue descrita originalmente por el zoólogo británico Philip Lutley Sclater en 1869, bajo el mismo nombre científico. La localidad tipo fue «Bogotá trade skin; probablemente = vecindades de  Barranquilla, Atlántico, Colombia.»

### Etimología
El nombre genérico «Thamnophilus» deriva del griego «thamnos»: arbusto y «philos»: amante; «amante de arbustos»; y el nombre de la especie «nigriceps», proviene del latín «niger»:negro y «ceps»:encabezado; «de cabeza negra».

### Taxonomía
Está hermanada con Thamnophilus praecox. La subespecie propuesta magdalenae (del norte de Colombia) parece representar el punto final de un cline. Es monotípica.